# Alfacetylmetadol
Ej att förväxla med acetylmetadol.
Alfacetylmetadol är en syntetisk opioid med en struktur lik metadon. Det är ett syntetiskt opioidanalgetikum och ett narkotikaklassat preparat.
Dess levorotära enantiomer, levacetylmetadol, är en FDA-godkänd behandling för opioidberoende. Alfacetylmetadol är mycket lik metadon i struktur, en allmänt förskriven substans för behandling för opioidberoende. I USA är det ett Schema I-kontrollerat ämne enligt lagen om kontrollerade ämnen (förmodligen för att det aldrig marknadsförts i USA, vilket är fallet med andra vanliga opiat/ opioidläkemedel som heroin och prodin), med en ACSCN på 9603 och en årlig tillverkningsvolym 2013 på 2 gram.